# Stéphane Audran
Stéphane Audran, właśc. Colette Suzanne Jeannine Dacheville (ur. 8 listopada 1932 w Wersalu, zm. 27 marca 2018 w Paryżu) – francuska aktorka filmowa.
Stworzyła wybitne kreacje w filmach nagrodzonych Oscarem dla najlepszego filmu nieanglojęzycznego – były to Dyskretny urok burżuazji (1972, reż. Luis Buñuel) i Uczta Babette (1987, reż. Gabriel Axel). Za rolę w filmie Violette Nozière (1978, reż. Claude Chabrol) otrzymała Cezara za najlepszą rolę drugoplanową. W tej samej kategorii zdobyła nominacje do tej nagrody za role w filmach: Czystka (1981, reż. Bertrand Tavernier), Raj dla wszystkich (1982, reż. Alain Jessua) i Śmiertelny wyścig (1983, reż. Claude Miller). Wystąpiła w ponad 20 filmach swego męża, Claude’a Chabrola.

## Życie prywatne
Była żoną dwóch wielkich osobowości francuskiego kina. Jej pierwszym mężem był aktor Jean-Louis Trintignant, a drugim reżyser Claude Chabrol, z którym miała syna Thomasa. Oba związki zakończyły się rozwodem.

## Filmografia
- 1959 Znak lwa (Le Signe du Lion) – właścicielka hotelu
- 1959 Kuzyni (Les Cousins) – Françoise
- 1960 Kobietki (Les Bonnes Femmes) – Ginette
- 1963 Landru – Fernande Segret
- 1966 Skandal (Le Scandale) – Jacqueline
- 1968 Łanie (Les Biches) – Frédérique
- 1969 Niewierna żona (La Femme infidèle) – Hélène Desvallées
- 1970 Rzeźnik (Le Boucher) – Hélène David
- 1971 Tuż przed nocą (Juste avant la nuit) – Hélène Masson
- 1972 Dyskretny urok burżuazji (Le Charme discret de la bourgeoisie) – Alice Sénéchal
- 1973 Krwawe gody (Les Noces rouges) – Lucienne Delamare
- 1977 Śmierć człowieka skorumpowanego (Mort d'un pourri) – Christiane Dubaye
- 1978 Violette Nozière – Germaine Nozière
- 1979 Orle skrzydło (Eagle's Wing) – wdowa
- 1980 Klatka szaleńców II (La Cage aux folles 2) – Matrimonia
- 1980 Wielka czerwona jedynka (The Big Red One) – Walonka z ruchu oporu
- 1981 Czystka (Coup de torchon) – Huguette Cordier
- 1982 Raj dla wszystkich (Paradis pour tous) – Édith
- 1983 Śmiertelny wyścig (Mortelle randonnée) – Germaine
- 1985 Kurczę na kwaśno (Poulet au vinaigre) – pani Cuno
- 1985 Klatka szaleńców III (La Cage aux folles 3) – Matrimonia
- 1986 Cyganka (La Gitane) – Brigitte
- 1987 Uczta Babette (Babettes Gæstebud) – Babette
- 1989 Szampański Charlie (Champagne Charlie) – Therese
- 1992 Betty – Laure
- 1996 Maksimum ryzyka (Maximum Risk) – Chantal Moreau
- 1998 Madeline – lady Covington
- 1999 Moja piękna teściowa (Belle-maman) – Brigitte
- 2004 Sissi - zbuntowana cesarzowa (Sissi, l'impératrice rebelle) – Sophie
- 2006 Upojenie władzą (L'Ivresse du pouvoir) – Rosa
- 2008 Dziewczyna z Monako (La Fille de Monaco) – Édith Lassalle

## Nagrody
- Nagroda BAFTA
  - Najlepsza aktorka pierwszoplanowa: 1974 Dyskretny urok burżuazji
  - oraz Tuż przed nocą
- Cezar Najlepsza aktorka w roli drugoplanowej: 1979 Violette Nozière
- Nagroda na MFF w Berlinie Srebrny Niedźwiedź dla najlepszej aktorki: 1968 Łanie